# Wasserscheidepunkt

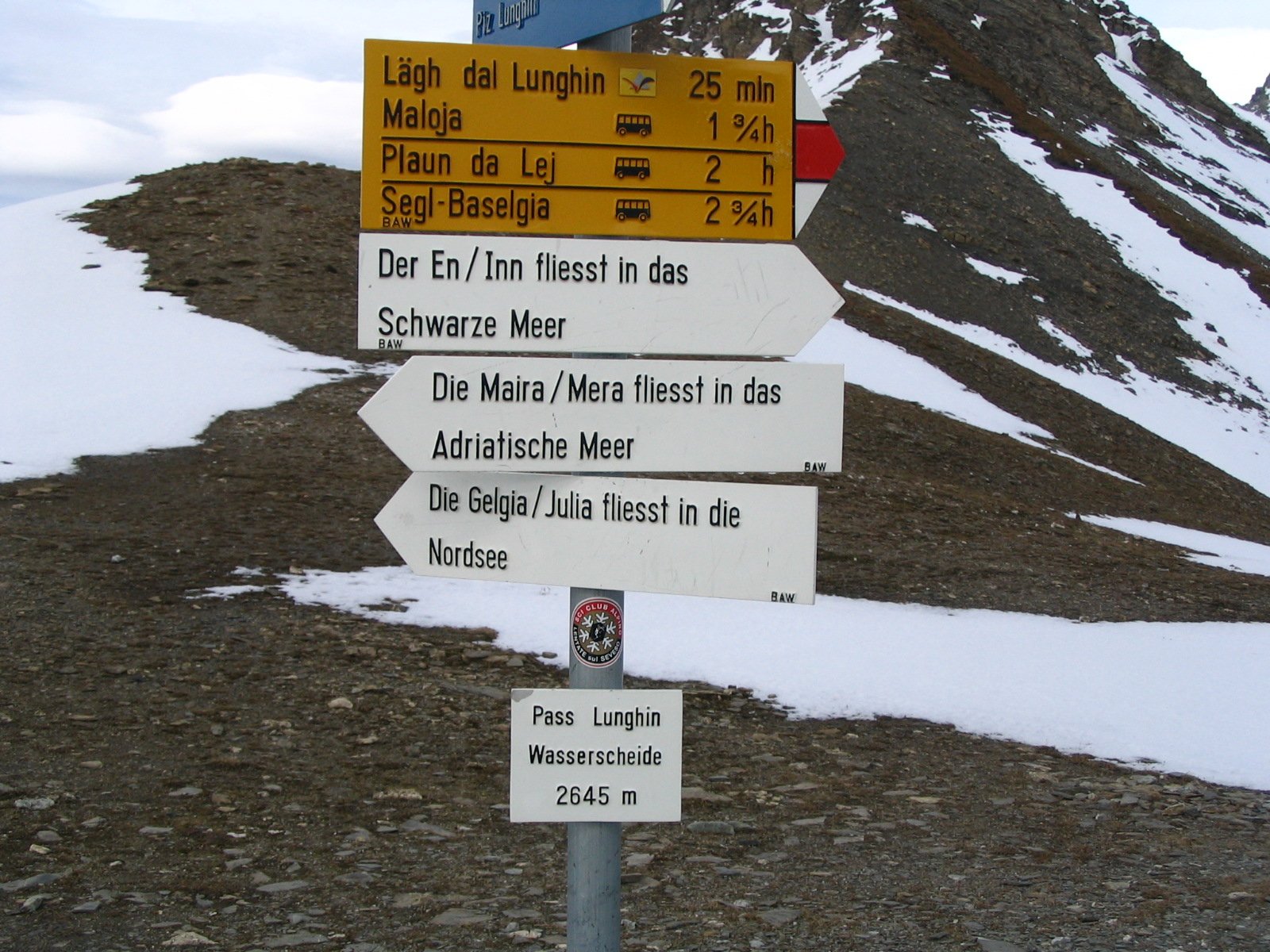
Wasserscheidepunkt am Pass Lunghin bei Maloja im Engadin in der Schweiz

Unter dem Wasserscheidepunkt versteht man die Stelle, an der eine Wasserscheide auf eine andere trifft. Am Wasserscheidepunkt grenzen also die Einzugsgebiete für das abfließende Niederschlagswasser mehrerer (in der Regel drei) benachbarter Flusssysteme aneinander, weshalb man auch von Tripelpunkten spricht.
Naturgemäß sind Wasserscheidepunkte im Allgemeinen Berge beziehungsweise entsprechende kleinere Erhebungen (rundum abfallendes Gelände, Treffpunkt dreier Grate oder Rücken).

## Hauptwasserscheidepunkte

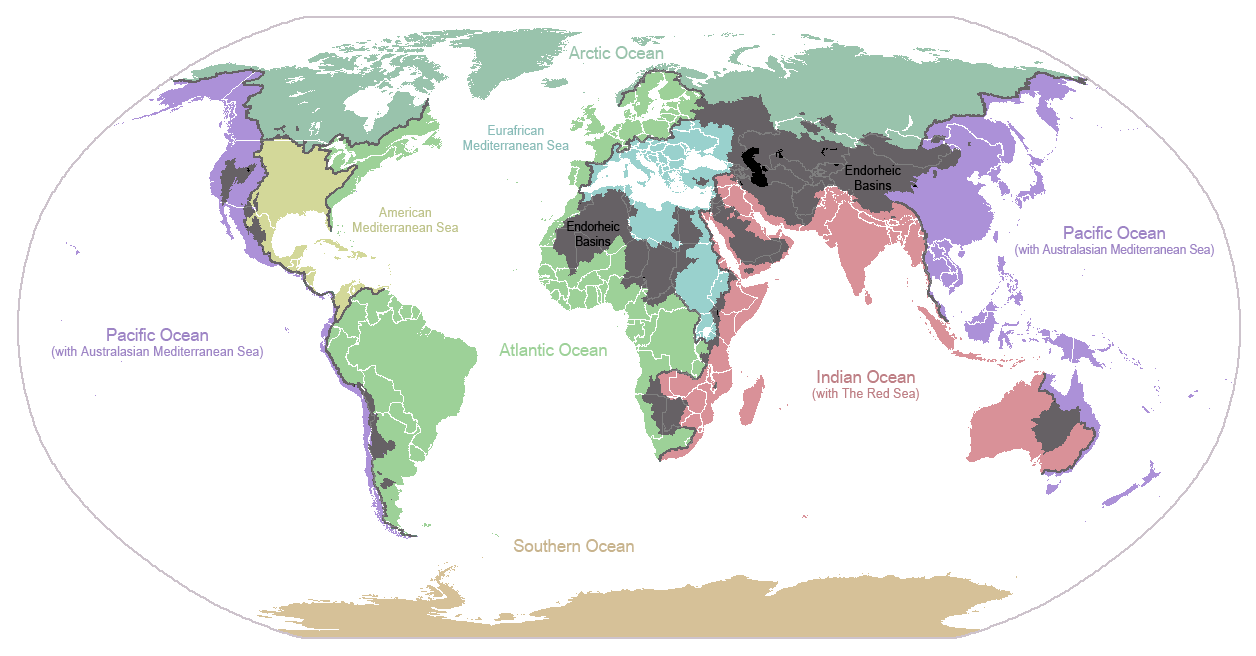
Hauptwasserscheiden der Erde: Die dunkelgrauen Gebiete sind endorheisch; ein großer farbiger Text benennt einen der fünf Ozeane, ein kleiner farbiger Text die Mittelmeere.

Dort, wo die Hauptwasserscheiden aufeinanderstoßen, spricht man von Hauptwasserscheidepunkten. Von dort fließen die Gewässer in drei Meere oder Ozeane.
- Europa (siehe europäische Hauptwasserscheidepunkte):
  - Einer der beiden Hauptwasserscheidepunkte in Mitteleuropa ist am Pass Lunghin bei Maloja im Engadin (Schweiz), von dem das Wasser in die Nordsee, ins Mittelmeer und ins Schwarze Meer fließt.
  - Am Glatzer Schneeberg (Polen/Tschechien) ist der Punkt, von dem das Wasser in die Nordsee, das Schwarze Meer und die Ostsee fließt.
- Nordamerika (siehe Nordamerikanische kontinentale Wasserscheide):
  - Der Triple Divide Peak im Glacier-Nationalpark (Vereinigte Staaten), Tripelpunkt Nordamerikas.
- Afrika:
  - Auf der Grenze zwischen Südsudan und der Zentralafrikanischen Republik befindet sich einer der Hauptwasserscheidepunkte Afrikas (etwa 9° 8′ 23,3″ N, 23° 28′ 5,9″ O). Hier treffen sich die Einzugsgebiete des Ubangi (Kongo → Atlantik), des Schari (Tschadsee) und des Nils (Mittelmeer).

## Untergeordnete Wasserscheidepunkte

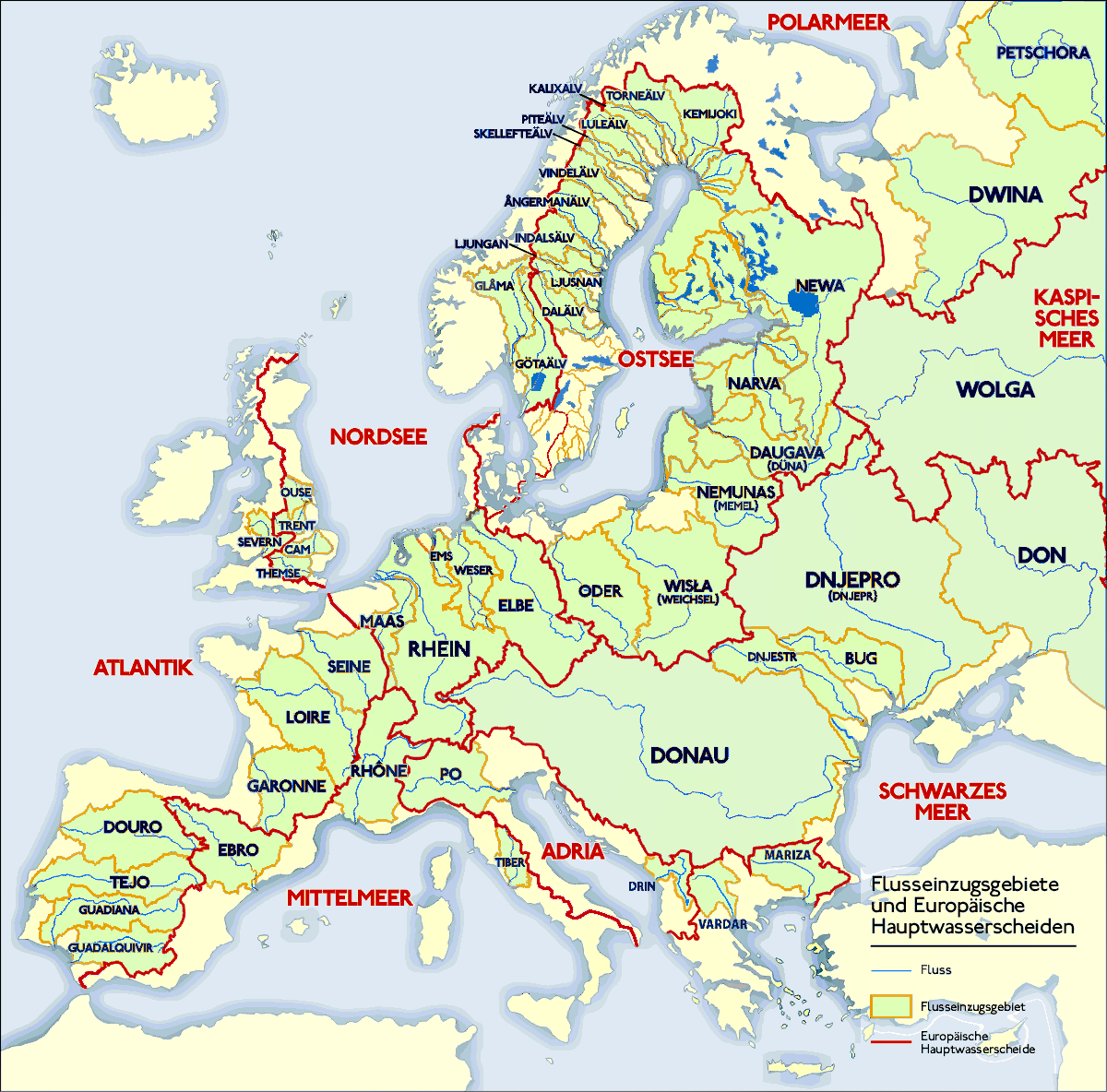
Europäische Hauptwasserscheide und Flusseinzugsgebiete

### Untergeordnete Wasserscheide trifft Hauptwasserscheide

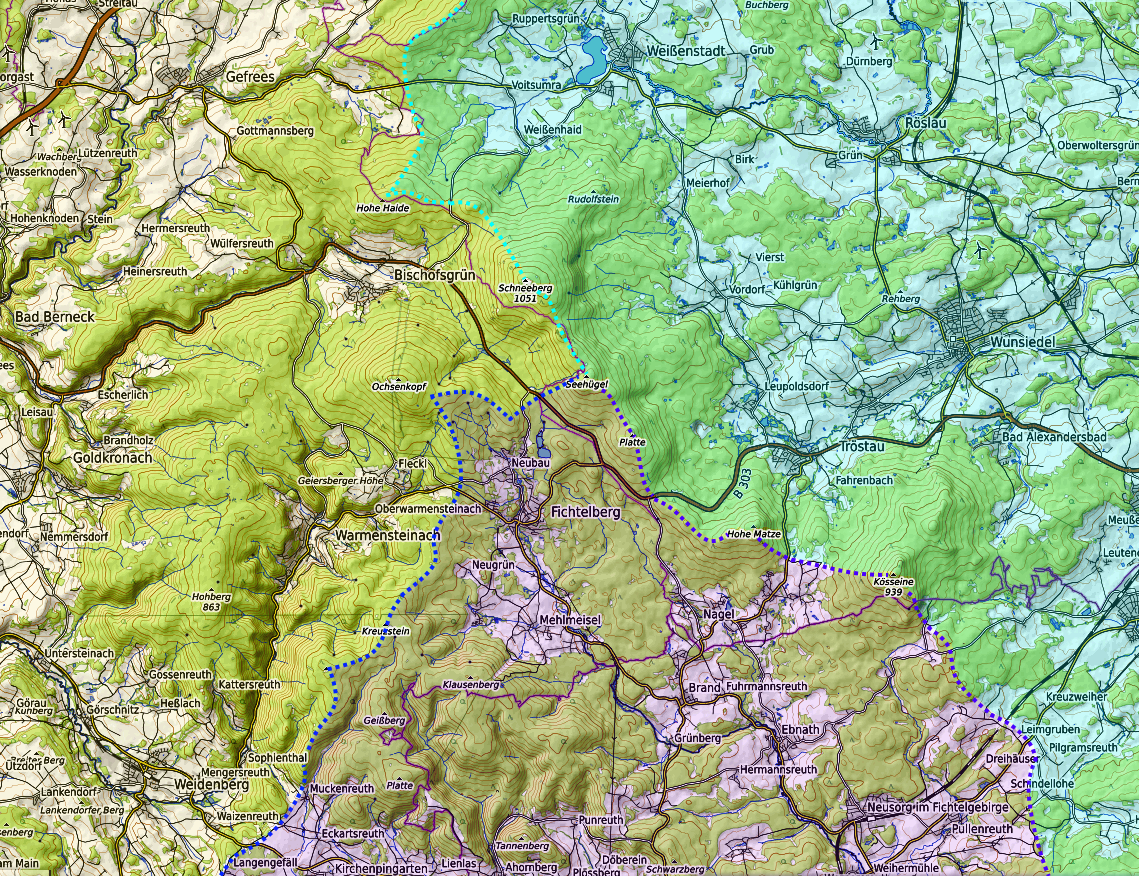
Am Seehügel im Fichtelgebirge treffen sich die Wasserscheiden zwischen Rhein, Elbe und Donau

Wo die Hauptwasserscheiden untergeordnete Wasserscheiden treffen, befinden sich untergeordnete Wasserscheidepunkte, in Europa z. B.:
- In den zentralen Schweizer Alpen im Gotthardmassiv am Alpenhauptkamm ist das Dreiländereck der Kantone Tessin, Wallis und Uri zwischen Witenwasserenstock, Pizzo Rotondo und Pizzo Lucendro bei Bedretto bzw. Realp der Wasserscheidepunkt zwischen Nordsee, Adria und westlichem Mittelmeer.
- Auf dem Brogen bei St. Georgen im Schwarzwald treffen sich die Gebiete von Donau, Rhein und Neckar.
- Am Seehügel im Fichtelgebirge treffen sich die Wasserscheiden zwischen Rhein, Elbe und Donau

### Untergeordnete Wasserscheide trifft untergeordnete Wasserscheide
- Vom Dreiflussstein bei Detmold fließt das Wasser in die Ems, die Weser und in den Rhein.
- Am Dreistromstein im Thüringer Wald treffen sich die Einzugsgebiete von Elbe, Weser und Main (Rhein).